# これはただの例え話じゃない
「これはただの例え話じゃない」（これはただのたとえばなしじゃない）は、2002年9月26日に発売された槇原敬之の27枚目のシングル。発売元はワーナーミュージック・ジャパン。

## 概要
2ヶ月連続シングルの本作。『本日ハ晴天ナリ』3枚目の先行シングル。カップリング曲「Turtle Walk」はTBS系『世界ウルルン滞在記』エンディングテーマ。M3はギタリストの小倉博和が日本テレビ系ドラマ『透明人間』サウンドトラック提供楽曲カバー。初回プレスのみ収録。

## 収録曲
作詞・作曲・編曲：槇原敬之（特記以外）
1. これはただの例え話じゃない
2. Turtle Walk
3. モグラの詩　※初回プレスのみ
  - 作詞・作曲：小倉博和
4. これはただの例え話じゃない（BACKING TRACK）
5. Turtle Walk（BACKING TRACK）